# Suore di San Domenico di Granada
Le Suore di San Domenico, dette di Granada (in spagnolo Hermanas de Santo Domingo), sono un istituto religioso femminile di diritto pontificio: i membri di questa congregazione pospongono al loro nome la sigla C.S.D.G.

## Storia
Nel 1539, presso il convento dei frati predicatori di Santa Cruz la Real a Granada, venne aperto un beaterio di terziarie domenicane claustrali dedite all'educazione delle fanciulle povere: nel 1883 venne eletta superiora dalla casa madre Teresa Titos Garzón, che abolì la clausura e aprì filiali a Motril, Baena e Archidona, dando inizio, nel 1907, a una nuova congregazione di suore insegnanti.

## Attività e diffusione
Le Suore di San Domenico si dedicano all'istruzione e all'educazione cristiana della gioventù.
Sono presenti in Colombia, Repubblica Democratica del Congo, Cuba, Spagna, Ucraina, Venezuela; la sede generalizia è a Madrid.
Al 31 dicembre 2005 l'istituto contava 233 religiose in 40 case.